# 고추나물
고추나물(Hypericum erectum)은 여러해살이풀로서 높이는 20-60cm 정도이다. 잎은 마주나며 길이 2-5cm의 타원형으로 작은 흑점이 흩어져 있다. 여름이 되면 줄기나 가지 끝에 원추꽃차례를 이루면서 몇 개의 황색 꽃이 달린다. 각각의 꽃은 5개의 꽃잎을 가지고 있으며, 많은 수의 수술을 가지는데, 이때 수술은 3무리로 나뉘어 있다. 열매는 삭과이다. 주로 산이나 들에서 자라며, 한반도 각지에 분포하고 있다. 어린순은 식용할 수 있으며, 지혈제·해독제로 사용한다.

## 참고 문헌
- 이 문서에는 다음커뮤니케이션(현 카카오)에서 GFDL 또는 CC-SA 라이선스로 배포한 글로벌 세계대백과사전의 내용을 기초로 작성된 글이 포함되어 있습니다.